# Aeroporto di Orenburg
L'aeroporto di Orenburg noto anche come aeroporto Orenburg-Centrale è un aeroporto internazionale situato a 8 km a sud-est di Orenburg, nella Russia europea.

## Strategia
L'aeroporto di Orenburg era la base tecnica e lo hub della compagnia aerea russa Orenair fino alla fusione con la Rossija Airlines nel 2015.
Attualmente all'aeroporto ha sede la compagnia aerea russa Airport Orenburg scorporata  dalla Orenair per la gestione dello scalo aeroportuale e per l'attività di voli regionali.

## Collegamenti con Orenburg
Terminal Passeggeri dell'aeroporto è facilmente raggiungibile dal centro cittadino dall'autostazione di Orenburg (ulica Tereškovoj) con la linea 101 di trasporto pubblico. Gli autobus municipali e privati sono in partenza ogni trenta minuti circa col tempo di percorrenza di sessanta minuti.